# Union des femmes du Sénégal
Pour les articles homonymes, voir UFS.
L’Union des femmes du Sénégal (UFS) était une association féminine apolitique créée en 1954 au Sénégal et reconnue en 1956.

## Histoire
Créée en 1954, l'UFS est reconnue officiellement en 1956. Elle regroupait des femmes de différents partis politiques. L'Union des femmes du Sénégal sera intégrée au sein de l'Union progressiste sénégalaise en 1960. 
À sa création, Sellé Gueye en devient la présidente, Arame Tchoumbé Samb et Adja Rose Basse les vice-présidentes. La Guinéenne Jeanne Martin Cissé devient la secrétaire générale de l'UFS avant son départ en Guinée. Regroupant des militantes pour l'indépendance, le slogan de l'Union des femmes du Sénégal est : « L'indépendance avant tout. »
L'UFS se définissait ainsi dans le journal officiel de l'AOF le 22 septembre 1956 :
Titre de l'Association : « Union des Femmes du Sénégal » Objet: 1° Défense de la Paix- 2° Activité Sociale et Défense de l'Enfance- 3° Activités culturelles- 4° Défense des droits des Femmes. Siège Social : · Chez Mme Sellé Guèye née Khady à Fass (Banlieue de Dakar) Récépissé de déclaration de l 'Association n°10123 A.G. du 15 juin 1956 du Délégué du Gouverneur du Sénégal à Dakar.
Les femmes de l'UFS étaient parmi les porteurs de pancarte lors du passage du Général de Gaulle à Dakar en 1958.
La secrétaire générale affirmait à propos de l'UFS :

« Ce n'était pas seulement pour la femme, c'était pour une reconnaissance de l'identité de l'homme africain. Et plus tard, nous continuerons le combat pour maintenant lutter pour la reconnaissance du droit de la femme. Et reconnaître que nous avions les mêmes droits que les hommes, et que nous devions vraiment pouvoir jouir de ces droits là. »

L'Union des femmes du Sénégal sera représentée dans des rencontres à l'international à travers ses membres. Arame Tchoumbé Samb assiste à Bamako au premier festival de la Jeunesse d'Afrique en 1958.[réf. nécessaire]
L'Union des femmes du Sénégal se disloque progressivement après la Loi-Cadre et la victoire du "oui" au Référendum de 1958.[réf. nécessaire]
Elle est intégrée au sein de l'UPS en 1960.